# Rhythm Orchestra (Hartford/ Springfield)
Ban nhạc Rhythm Orchestra Teraz Rhythm là một nhóm nhạc Ba Lan hoạt động từ đầu những năm 1970 đến đầu những năm 1990 ở New England và miền đông Canada. Nhóm đã biểu diễn một loạt các phong cách âm nhạc dân gian và phổ biến bao gồm polka, oberek, waltz, rock (trung bình và chậm), country, tango, cha-cha-cha, foxtrot, swing, và rumba. Là một nhóm yêu thích của cộng đồng người Ba Lan hoặc Polonia của vùng Greater Hartford, Connecticut và Springfield, Massachusetts, nhóm đã biểu diễn tại các chương trình nhảy, đám cưới, dã ngoại, lễ hội và lễ kỷ niệm thường được tổ chức tại các địa điểm như Nhà Quốc gia Ba Lan ở Hartford, Connecticut, Tướng Haller Post 111 và Falcons Nest 88 ở New England, Connecticut, Công viên Liên minh Quốc gia Ba Lan ở Wallingford, Connecticut và Công viên Pulaski ở Holyoke, Massachusetts. Album thu âm đầu tiên của nhóm, Our Homeland, được phát hành vào năm 1972 trên nhãn Rex Records dựa trên Holyoke, được thành lập bởi Joe "Papa" và Wanda Chesky, cha mẹ của Hội trường gia đình nổi tiếng Larry Chesky. Các album tiếp theo được phát hành trên nhãn thu âm riêng của nhóm, Wisła Records, có trụ sở tại Newington, Connecticut và Westfield, Massachusetts. Bốn trong năm thành viên ban đầu của nhóm được sinh ra ở Ba Lan nơi sở thích âm nhạc của họ bắt đầu.

## Các thành viên
Kazimierz Pabisiak - trưởng nhóm nhạc 1991, organ
Alicja kowalker - vocal thập niên 2005
Michal Psutka. - vocal của những năm 2000
Andrew Tokarz - trống (giữa những năm 1990 - cuối những năm 1990)
Stanley Kozlowski - vocal, guitar (đầu những năm 1990 - cuối những năm 1990)
Chris Wypasek - accordion, bass, vocal (đầu những năm 1990 - cuối những năm 1990)
Frank Barys - kèn (thành viên ban đầu, đầu thập niên 1970 - đầu thập niên 1980)
Eric Binczewski - trống (đầu - giữa những năm 1980)
John Burda - accordion (thành viên ban đầu, đầu những năm 1970)
George Dziarkowski - sáo và guitar (giữa những năm 1980 - đầu những năm 1990)
Wieslaw Karolchot - vocal dẫn, guitar và bass (thành viên ban đầu, đầu những năm 1970 - đầu những năm 1990)
Bruce Krasnin - sáo (cuối những năm 1970 - giữa những năm 1980)
Tom Lessing - trống (giữa những năm 1970 - đầu những năm 1990)
Felix Matecki - trống (thành viên ban đầu, đầu những năm 1970)
Jenny Sierzputowski - vocal (cuối những năm 1970 - đầu những năm 1980)
Jesse Wrzosek - organ, accordion và vocal (trưởng nhóm, người sáng lập, đầu những năm 1970 - đầu những năm 1990)
Mark Bydlak - accordion và concertina (giữa những năm 1970 - đầu những năm 1980)
Halina Gormley - vocal (cuối những năm 1980 - đầu những năm 1990)
Mirek Zimniuch - vocal, guitar, bass (cuối những năm 1980 - đầu những năm 1990)

## Danh sách đĩa hát
Our Homeland (1972 Rex Records)
Za Każdy Usmiech Twoj / Vì tất cả nụ cười của bạn (1979 Wisła Records)
Co Nowego / Something New (1981 Wisła Records)
Dla Ciebie Polonio / To Polonia (1986 Wisła Records)
Piękny Świat / Beautiful World (1990 Wisła Records)
Złote Pszeboje / Greatest Hit (1991 Wisła Records)